# Ulica Nowotoruńska w Bydgoszczy
Ulica Nowotoruńska – jedna z ważnych komunikacyjnie ulic w Bydgoszczy.

## Przebieg
Ulica rozciąga się na kierunku północny zachód – południowy wschód, od skrzyżowania z ul. Toruńską po wschodnie granice Bydgoszczy. Jej długość wynosi ok. 8 km. Ulica stanowi jedną z głównych arterii komunikacyjnych i tras wylotowych z Bydgoszczy, stanowiąc alternatywę dla ulicy Toruńskiej.
W kierunku południowo-wschodnim ulica przebiega na granicy następujących jednostek urbanistycznych: Zimne Wody i Czersko Polskie, Łęgnowo I i II oraz Wypaleniska. Fragment ulicy przebiega na krawędzi Zbocza Łęgnowskiego, skąd rozpościera się widok na bydgoskie zakole Wisły. Na wschodnim odcinku ulica przebiega przez Puszczę Bydgoską

## Historia
Ulica Nowotoruńska została wybudowana w latach 1940–1944, w czasie okupacji niemieckiej, stanowiąc północno-wschodnią obwodnicę nowo wznoszonej w tym czasie przez władze III Rzeszy fabryki zbrojeniowej DAG Fabrik Bromberg. Przedsiębiorstwo zajmujące docelowo 23 km² powierzchni na terenie Puszczy Bydgoskiej zajmowało się produkcją miotających i kruszących materiałów wybuchowych oraz wypełniania nimi skorup pocisków i łusek amunicji wojskowej (elaboracja).
Dla potrzeb komunikacji fabryki wybudowano dziesiątki kilometrów torów kolejowych, bocznic oraz setki kilometrów dróg. Oprócz ulicy Nowotoruńskiej wybudowano m.in. ul. Łęgnowską, Hutniczą, Chemiczną, Dąbrowa i wiele innych. Ulicę wykonano w technologii betonowej, wykładając jej nawierzchnię płytami prefabrykowanymi.
Początkowo tylko zachodnia część ulicy w dzisiejszym przebiegu pozostawała w granicach administracyjnych miasta Bydgoszczy. W 1954 r. po włączeniu obszaru fabryki zbrojeniowej przemianowanej po 1945 r. w przedsiębiorstwo chemiczne (obszar Łęgnowo I) oraz włączeniu w 1977 r. obszaru Łęgnowa II, ulica na całej długości znalazła się w granicach administracyjnych Bydgoszczy.
Po II wojnie światowej zachowano tranzytowy charakter ulicy stanowiącej jedną z tras wylotowych w kierunku Torunia i Warszawy. Na przełomie lat 70. i 80. stanowiła drogę państwową 19a, będącą łącznikiem miasta z ówczesną drogą państwową nr 19 Pawłówek – Solec Kujawski – Toruń.
W 2001 r. w związku z budową alei Kazimierza Wielkiego z mostem nad Brdą, ulica na zachodnim fragmencie zyskała charakter dwujezdniowy. W latach 2010–2012 dokonano generalnego remontu nawierzchni ulicy.

## Obciążenie ruchem
Ulica Nowotoruńska należy do średnio obciążonych ruchem drogowym arterii komunikacyjnych w Bydgoszczy. Pomiar ruchu w 2006 r. wykazał, że w szczycie komunikacyjnym przejeżdża przezeń do 500 pojazdów na godzinę. Najbardziej obciążonym odcinkiem jest fragment przy skrzyżowaniu z al. Lecha Kaczyńskiego. Mniej intensywny ruch zanotowano na wschód od ul. Kieleckiej – 200 do 300 pojazdów na godzinę.

## Obiekty
W otoczeniu ul. Nowotoruńskiej znajdują się między innymi:
- hotel i kompleks sportowo-rekreacyjny „Centrum”
- Konarzewski dealer Volkswagen
- Bieranowski dealer Forda
- Bydgoskie Fabryki Mebli S.A.
- Sobiesław Zasada dealer Mercedes Benz
- Osiedle Awaryjne – powstałe w latach 1940–1944 dla kadry kierowniczej DAG Fabrik Bromberg, po 1945 r. rozbudowane i przekształcone w osiedle mieszkaniowe położone na terenie leśnym
- Gąsior sp. z o.o. – firma z branży opakowań dla przemysłu spożywczego

## Galeria

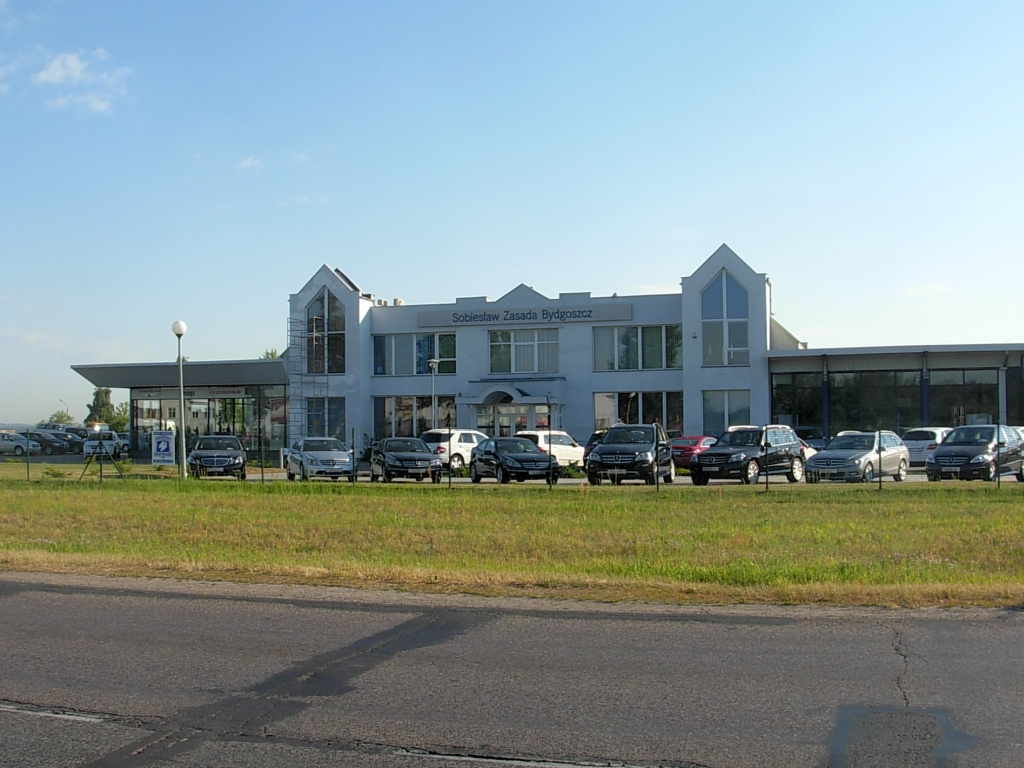
Salon Mercedes Benz przy ulicy
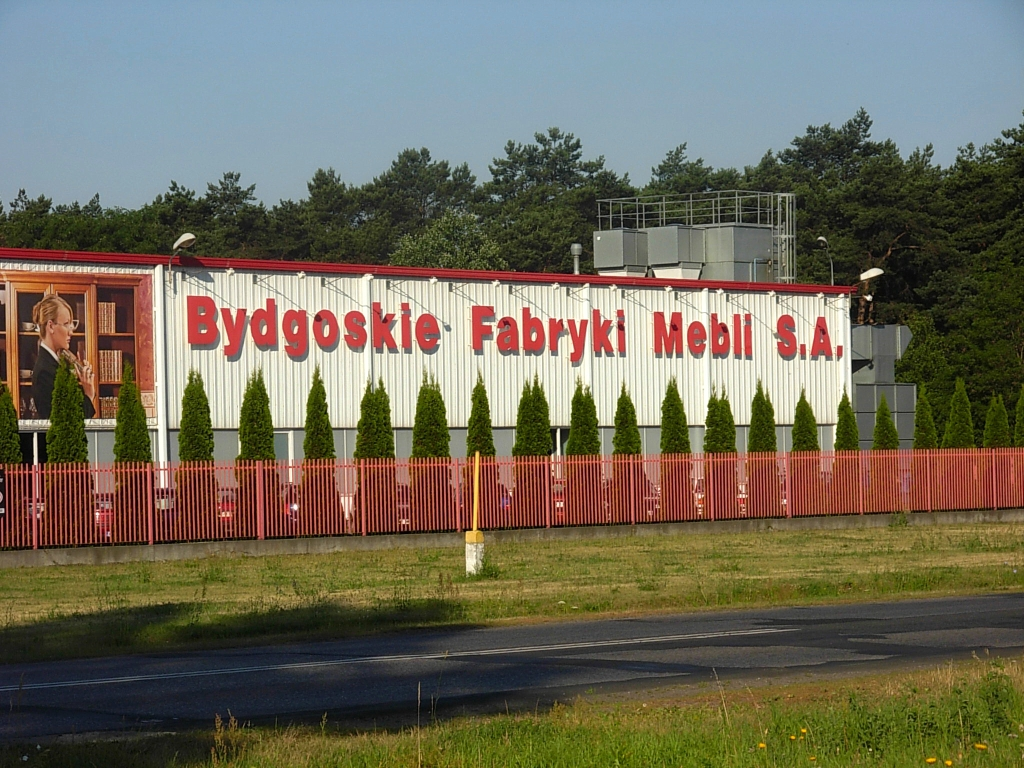
Bydgoskie Fabryki Mebli